# Олдертон (Вашингтон)
Олдертон (англ. Alderton) — переписна місцевість (CDP) в США, в окрузі Пірс штату Вашингтон. Населення — 3274 особи (2020).

## Географія
Олдертон розташований за координатами 47°10′16″ пн. ш. 122°13′11″ зх. д. / 47.17111° пн. ш. 122.21972° зх. д. (47.171046, -122.219643).  За даними Бюро перепису населення США в 2010 році переписна місцевість мала площу 14,20 км², з яких 13,84 км² — суходіл та 0,36 км² — водойми.

## Демографія
Згідно з переписом 2010 року, у переписній місцевості мешкали 2893 особи в 1096 домогосподарствах у складі 785 родин. Густота населення становила 204 особи/км².  Було 1160 помешкань (82/км²).
Расовий склад населення:
| - 87,7 % — білих - 2,2 % — азіатів - 1,2 % — корінних американців - 0,7 % — чорних або афроамериканців - 0,5 % — вихідців з тихоокеанських островів - 4,5 % — осіб інших рас |

До двох чи більше рас належало 3,2 %. Частка іспаномовних становила 7,2 % від усіх жителів.
За віковим діапазоном населення розподілялося таким чином: 23,4 % — особи молодші 18 років, 62,8 % — особи у віці 18—64 років, 13,8 % — особи у віці 65 років та старші. Медіана віку мешканця становила 42,1 року. На 100 осіб жіночої статі у переписній місцевості припадало 99,7 чоловіків;  на 100 жінок у віці від 18 років та старших — 98,5 чоловіків також старших 18 років.
Середній дохід на одне домашнє господарство  становив 78 796 доларів США (медіана — 66 223), а середній дохід на одну сім'ю — 85 418 доларів (медіана — 69 620). Медіана доходів становила 49 643 долари для чоловіків та 36 974 долари для жінок. За межею бідності перебувало 13,8 % осіб, у тому числі 23,1 % дітей у віці до 18 років та 5,2 % осіб у віці 65 років та старших.
Цивільне працевлаштоване населення становило 1541 осіб. Основні галузі зайнятості: освіта, охорона здоров'я та соціальна допомога — 18,2 %, роздрібна торгівля — 14,0 %, будівництво — 12,5 %, виробництво — 11,7 %.